# Bodträsklomben
Bodträsklomben är en sjö i Kalix kommun i Norrbotten och ingår i Sangisälvens huvudavrinningsområde. Sjön har en area på 0,179 kvadratkilometer och ligger 64 meter över havet. Sjön avvattnas av vattendraget Moån (Åtbäcken).

## Delavrinningsområde
Bodträsklomben ingår i det delavrinningsområde (734401-183984) som SMHI kallar för Ovan Orrträskbäcken. Medelhöjden är 62 meter över havet och ytan är 14 kvadratkilometer. Räknas de 8 avrinningsområdena uppströms in blir den ackumulerade arean 111,82 kvadratkilometer. Moån (Åtbäcken) som avvattnar avrinningsområdet har biflödesordning 3, vilket innebär att vattnet flödar genom totalt 3 vattendrag innan det når havet efter 21 kilometer. Avrinningsområdet består mestadels av skog (75 procent) och sankmarker (19 procent). Avrinningsområdet har 0,18 kvadratkilometer vattenytor vilket ger det en sjöprocent på 0,3 procent.